# Westernport
Westernport és una població dels Estats Units a l'estat de Maryland. Segons el cens del 2000 tenia 2.104 habitants.

## Demografia
Segons el cens del 2000, Westernport tenia 2.104 habitants, 909 habitatges, i 601 famílies. La densitat de població era de 923,1 habitants per km².
Dels 909 habitatges en un 27,8% hi vivien nens de menys de 18 anys, en un 50,2% hi vivien parelles casades, en un 11,9% dones solteres, i en un 33,8% no eren unitats familiars. En el 31,7% dels habitatges hi vivien persones soles el 20,9% de les quals corresponia a persones de 65 anys o més que vivien soles. El nombre mitjà de persones vivint en cada habitatge era de 2,31 i el nombre mitjà de persones que vivien en cada família era de 2,88.
Per edats la població es repartia de la següent manera: un 22,6% tenia menys de 18 anys, un 8% entre 18 i 24, un 25,9% entre 25 i 44, un 20,7% de 45 a 60 i un 22,8% 65 anys o més.
L'edat mediana era de 41 anys. Per cada 100 dones de 18 o més anys hi havia 86,1 homes.
La renda mediana per habitatge era de 23.681 $ i la renda mediana per família de 31.714 $. Els homes tenien una renda mediana de 34.896 $ mentre que les dones 16.920 $. La renda per capita de la població era de 12.503 $. Entorn del 12,1% de les famílies i el 16,5% de la població estaven per davall del llindar de pobresa.

## Poblacions més properes
El següent diagrama mostra les poblacions més properes.